# Amblyseius parasundi
Amblyseius parasundi är en spindeldjursart som beskrevs av Blommers 1974. Amblyseius parasundi ingår i släktet Amblyseius och familjen Phytoseiidae. Inga underarter finns listade i Catalogue of Life.